# Carsten Watzl
Carsten Watzl (* 1971), früherer Name Carsten Scaffidi, ist ein deutscher Immunologe. Seit 2011 ist er Professor an der Universität Dortmund und seit 2013 Generalsekretär der Deutschen Gesellschaft für Immunologie. Einer seiner Forschungsschwerpunkte ist die Regulation von Natürlichen Killerzellen. Einer breiteren Öffentlichkeit wurde Watzl im Rahmen der COVID-19-Pandemie als ein in Zeitungen häufig erwähnter Wissenschaftler und als Interview- und Talkshow-Gast im Fernsehen bekannt.

## Wissenschaftliche Laufbahn
Watzl studierte Biologie an der Universität Heidelberg. Anschließend war er am Deutschen Krebsforschungszentrum Heidelberg tätig und wurde 1998 promoviert. Für seine Dissertation wurde er mit dem Richtzenhain-Preis ausgezeichnet. Danach war Watzl PostDoc an den National Institutes of Health (USA) in der Arbeitsgruppe von Eric O.Long. Von 2002 bis 2011 war er Nachwuchsgruppenleiter am Institut für Immunologie der Universität Heidelberg. 2004 habilitierte er sich an der Medizinischen Fakultät der Universität Heidelberg und erhielt 2006 eine außerplanmäßige Professur. Seit 2011 hat er die Professur für Immunologie an der Universität Dortmund inne.
Seit dem 20. September 2022 ist Watzl Vorsitzenden des Wissenschaftlichen Beirates des Deutschen Rheuma-Forschungszentrums in Berlin.

## Publikationen (Auswahl)
- C. Watzl: COVID-19 vaccines - common misperceptions, false claims and myths explained. In: European journal of immunology. Band 52, Nummer 5, Mai 2022, S. 692–694, doi:10.1002/eji.202270055, PMID 35385126, PMC 9087405 (freier Volltext).
- I. Prager, C. Watzl: Mechanisms of natural killer cell-mediated cellular cytotoxicity. In: Journal of leukocyte biology. Band 105, Nummer 6, Juni 2019, S. 1319–1329, doi:10.1002/JLB.MR0718-269R, PMID 31107565 (Review).
- C. Watzl: Adaptive responses of innate lymphocytes. In: Nature Immunology. Band 19, Nummer 5, Mai 2018, S. 426–427, doi:10.1038/s41590-018-0088-0, PMID 29670228.
- C. Watzl, D. Urlaub, F. Fasbender, M. Claus: Natural killer cell regulation - beyond the receptors. In: F1000prime reports. Band 6, 2014, S. 87, doi:10.12703/P6-87, PMID 25374665, PMC 4191275 (freier Volltext) (Review).
- C. Watzl: How to trigger a killer: modulation of natural killer cell reactivity on many levels. In: Advances in immunology. Band 124, 2014, S. 137–170, doi:10.1016/B978-0-12-800147-9.00005-4, PMID 25175775 (Review).
- C. Watzl, D. Urlaub: Molecular mechanisms of natural killer cell regulation. In: Frontiers in bioscience. Band 17, Nummer 4, Januar 2012, S. 1418–1432, doi:10.2741/3995, PMID 22201812 (Review).
- C. Watzl, M. Sternberg-Simon, D. Urlaub, R. Mehr: Understanding natural killer cell regulation by mathematical approaches. In: Frontiers in immunology. Band 3, 2012, S. 359, doi:10.3389/fimmu.2012.00359, PMID 23264774, PMC 3525018 (freier Volltext).
- C. Watzl: The NKG2D receptor and its ligands-recognition beyond the "missing self"? In: Microbes and infection. Band 5, Nummer 1, Januar 2003, S. 31–37, doi:10.1016/s1286-4579(02)00057-6, PMID 12593971 (Review).